# ADESS-03 Evo
Chronologie des modèles
ADESS-03
L'ADESS-03 Avo est une voiture de course de type Sport-prototypes conçue par ADESS AG (en), appartenant à la catégorie LMP3 des Le Mans Prototype de l'Automobile Club de l'Ouest. La voiture a été développée sur la base de l'ADESS-03 et est éligible à des championnats dans le monde entier tels que l'European Le Mans Series, l'Asian Le Mans Series, la Michelin Le Mans Cup et le WeatherTech SportsCar Championship. La voiture a été présentée lors du week-end des 24 Heures du Mans 2019

## Historique

### Développement
Le 23 Mai 2018, l'Automobile Club de l'Ouest a annoncé un bref aperçu des règles technique qui allaient encadrer la nouvelle génération de voiture allant répondre au règlement de la catégorie LMP3 des Le Mans Prototype. Comme pour la génération précédente de voiture LMP3, les constructeurs Onroak Automotive (Ligier), Duqueine Automotive (Norma), ADESS AG (en) et Ginetta ont été retenus.

## Écuries
Liste des écuries disposant d'au moins un châssis :
- Michelin Le Mans Cup :

- R-Breizh Compétition